# Ocniţa (Dâmbovița)
Ocniţa es una comuna ubicada en el distrito de Dâmbovița, Rumania.

## Superficie
Posee una superficie de 41,04 kilómetros cuadrados.

## Demografía
Hasta 2021 la población era de 3950 habitantes, con una densidad de población de 96,25 habitantes por kilómetro cuadrado.